# Drage (Steinburg)
 For alternative betydninger, se drage. (Se også artikler, som begynder med drage)
Drage er en by og kommune i det nordlige Tyskland, beliggende i Amt Itzehoe-Land under Kreis Steinburg. Kreis Steinburg ligger i den sydvestlige del af delstaten Slesvig-Holsten.

## Geografi
Drage ligger 5 kilometer sydøst for Schenefeld. I kommunen ligger bebyggelserne Brömsenknöll, Dragerborn, Ellerbrook, Hansch, Schäferei, Stammhof, Tiergarten og Wischhof. Vandløbene Bekau, Schönbek, Nonnenbach og Rolloher Bek løber i kommunen.